# Herring Cove
Herring Cove è una comunità rurale canadese situata vicino Halifax in Nuova Scozia.